# Wargnies-le-Grand
Wargnies-le-Grand település Franciaországban, Nord megyében. Lakosainak száma 1113 fő (2022. január 1.). Wargnies-le-Grand Eth, Bry, Jenlain, Sebourg és Wargnies-le-Petit községekkel határos.

## Népesség
A település népessége az elmúlt években az alábbi módon változott:
| Lakosok száma | 1057 | 1082 | 1114 | 1101 | 1110 | 1102 | 1102 | 1101 | 1113 |
|               | 2013 | 2015 | 2016 | 2017 | 2018 | 2019 | 2020 | 2021 | 2022 |